# Cuiyachapa
Cuiyachapa är en ort i Mexiko.   Den ligger i kommunen Coscomatepec och delstaten Veracruz, i den sydöstra delen av landet, 210 km öster om huvudstaden Mexico City. Cuiyachapa ligger 2 618 meter över havet och antalet invånare är 2 248.
Terrängen runt Cuiyachapa är kuperad åt nordost, men åt sydväst är den bergig. Terrängen runt Cuiyachapa sluttar österut. Runt Cuiyachapa är det ganska tätbefolkat, med 199 invånare per kvadratkilometer. Närmaste större samhälle är Heroica Coscomatepec de Bravo, 13,7 km öster om Cuiyachapa. I omgivningarna runt Cuiyachapa växer huvudsakligen savannskog.